# Steen Molzen
Steen Molzen (født i Taastrup i Danmark) er en dansk standupkomiker, der bl.a har medvirket i adskillige standup-programmer på TV 2 Zulu og er ofte vært på ”Open mike” både på Kul cafeen og Comedy Zoo. Molzens optræden bærer præg af selvironi og komiske fortællinger baseret på personlige erfaringer.

## Karriere
Molzen fik sin stand-up-debut 2001 på Kul cafeen og få måneder efter han i finalen ved DM i stand-up. Han har blandt andet medvirket i Stand-up.dk programmerne tre gange og i december 2009 optrådte han til det store årlige årlige stand-up show Comedy Aid.
I 2006 var Molzen på turné sammen med Steen Nielsen, Henrik Løjmand og Mads Brynnum. Showet hed Dø Af Grin, og er nu udgivet på cd.
Molzen har turneret i Danmark, blandt andet i Funny Business Inc`s årlige klubtour, hvor han har optrådt sammen med Omar Marzouk og Sebastian Dorset. Han var opvarmer på Christian Fuhlendorffs one-man show Enestående, og har optrådt for de danske soldater i Afghanistan og Irak.

## Privat
Molzen er uddannet og arbejder som pædagog.
Molzen er gift.

## Filmografi

### One Man shows
- 2018 Pædagog På Afveje

### Andet
- 2009 Comedy Aid